# 木元規矩男
木元 規矩男（きもと きくお、1905年11月1日 -1992年11月19日）は、日本の実業家、ラグビー選手。

## 概要
鹿児島県出身。旧制川内中学卒業後、明治大学に入学。
明治大学ラグビー部では（当初、柔道部だったが転部）、当初フッカーだったが北島忠治に譲り、知葉友雄とセカンドロー（ロック）を組み活躍した（5シーズン26試合出場、3トライ）。
1924年（大正13年）、明治大学在学中に秋田県のラグビーを振興するメンバーとして尽力した。
1929年（昭和4年）、毎日新聞社東京本社に入社し、東京本社総務局長、西部本社営業局長を歴任。1958年（昭和33年）、RKB毎日放送代表取締役専務、副社長を歴任した。
1974年（昭和49年）2月から1986年3月まで、九州ラグビーフットボール協会会長を務めた。
1991年（平成3年）6月、九州ラグビーフットボール協会会長に再度就任し、1992年（平成4年）6月には米寿祝賀会が開かれた。
会長就任中の1992年11月に87歳で逝去。九州ラグビーフットボール協会への寄附により、2つの大会優勝杯が作られた。現在も「木元杯全九州高校新人大会」「木元杯九州セブンズ」として毎年開催されている。

## 参考
- 『"每日"の3世紀: 新聞が見つめた激流130年,』（2002　每日新聞130年史刊行委員会）